# Concerto pour la nuit de Noël
Le Concerto pour la nuit de Noël d'Arcangelo Corelli, ou Concerto grosso opus 6 no 8, a été commandé par le cardinal Pietro Ottoboni et publié à titre posthume en 1714 au sein des douze concerti grossi, op. 6. Le concerto porte l'inscription Fatto per la notte di Natale (fait pour la nuit de Noël). La date de sa composition est incertaine, mais il existe des preuves que Corelli a joué un concerto de Noël en 1690 pour le plaisir de son nouveau mécène.

## Structure
Ce concerto oppose un groupe de trois solistes, le concertino, composé de deux violons et un violoncelle, au reste de l'orchestre, appelé ripieno, ici composé de deux parties de violon, une d'alto et basse. L’œuvre est structurée comme un concerto da chiesa, dans ce cas elle est passée de quatre mouvements à six: 
- Vivace, 
 – Grave. Arcate, sostenuto e come stà,
- Allegro,
- Adagio – Allegro – Adagio, , si bémol majeur
- Vivace,
- Allegro,
- Largo. Pastorale ad libitum, 
, sol majeur

Le concerto ne dure généralement pas plus de quinze minutes et se termine par la célèbre Pastorale ad libitum de Corelli, une pastorale en 
. 